# Eksjö trivialskola
Eksjö trivialskola var en trivialskola i Eksjö.

## Historik
År 1602 tillsattes den första rektorn vid skolan. Skolan ombildades i flera steg från 1820 för att 1878 bli Eksjö lägre allmänna läroverk.

## Personal

### Rektorer
- 1635–1655: Haquinus Molinus
- 1655–1662: Petrus Haquini Warelius
- 1661–1666: Petrus Danielis
- 1675–1683: Emundus Johannis Wettrenius
- 1686–1690: Bartholdus Duræus
- 1688–1691: Andreas Svenonis Tiliander
- 1691–1696: Andreas Kylander
- 1700–1705: Magnus Nicolai Duværus
- 1705–1715: Emanuel Wibjörnson
- 1715–1722: Daniel Corvin
- 1723–1724: Daniel Gruf
- 1724–1734: Nicolaus Danielis Ekerman
- 1734–1738: Johan Silfverling
- 1739–1749: Ericus Laurentii Kinnander
- 1749–1750: Eric Göran Walbom
- 1764–1796: Peter Georg Aschan

### Conrektor
- 1673–1675: Emundus Johannis Wettrenius